# Anna Helen Tappan
 Anna Helen Tappan  (* 22. Oktober 1888 in Mount Pleasant (Iowa); † 10. November 1971 in Hamilton (Ohio)) war eine US-amerikanische Mathematikerin und Hochschullehrerin.

## Leben und Forschung
Tappan wurde als neuntes von elf Kindern geboren von Anna (Grand-Girard) und David Stanton Tappan, der von 1899 bis 1902 Präsident der Miami University in Oxford (Ohio) war. 1905 absolvierte sie die Everts High School in Circleville (Ohio) und besuchte dann das Western College for Women in Oxford, Ohio. 1909 schloss sie ihr Studium mit einem Bachelor-Abschluss mit Auszeichnung ab und wurde dort Ausbilderin. 1911 studierte sie an der Cornell University  und erhielt 1912 ihren Master-Abschluss in Mathematik mit dem Nebenfach mathematische Physik. Anschließend lehrte sie dort bis 1913 und war von 1913 bis 1914 Erastus Brooks-Stipendiatin. Sie promovierte 1914 bei Virgil Snyder mit der Dissertation: Plane sextic curves invariant under birational transformations. Danach war sie bis 1918 Ausbilderin an der Fakultät des Iowa State College für Landwirtschaft und Mechanik (heute Iowa State University), war von 1918 bis 1922 Assistenzprofessorin und bis 1925 außerordentliche Professorin. 1925 kehrte sie als Professorin für Mathematik an das Western College for Women zurück. Von 1927 bis 1941 war sie dort Dekanin für Frauen und akademische Dekanin von 1941 bis 1944. Von 1957 bis 1958 war sie stellvertretende Leiterin der Mathematik-Abteilung. Das Western College ehrte sie 1953 als eine der zehn herausragenden lebenden Alumnae und 1954 erneut mit einem Ehrendoktor der Humane Letters. 1990 wurde ein Peer-Learning-Zentrum namens Anna Helen-Tappan-Center für computergestütztes Lernen eingerichtet, dessen Tutoren Tappan-Tutoren genannt wurden. Nach ihrer Pensionierung lebte sie in South Pasadena, Kalifornien. Im Western College wurde der Helen Tappan Memorial Fund gegründet.

## Mitgliedschaften
- American Mathematical Society
- Mathematical Association of America (MAA)
- American Association of University Women (AAUW)
- American Association for the Advancement of Science (AAAS), Fellow 1933
- Sigma Delta Epsilon
- National Association for Women in Education
- American Association of University Professors
- Sigma Xi
- Pi Mu Epsilon

## Veröffentlichungen (Auswahl)
- 1915 Plane sextic curves invariant under birational transformations. Amer. J. Math. 37:309–36.